# Air Corsica
Air Corsica is een Franse luchtvaartmaatschappij met een basis in Ajaccio, Corsica, Frankrijk. De basis van de maatschappij is Campo Dell'Oro Airport, Ajaccio. Air Corsica is voortgekomen uit de vroegere luchtvaartmaatschappij CCM Airlines.

## Codes
- IATA code: XK
- ICAO code: CCM

## Vloot
| Airbus A320 | 6 |
| ATR 72      | 5 |

Aero Charter DARTA · Aero Services Executive · Aigle Azur · Air Antilles Express · Air Austral · Air Caraïbes · Air Corsica · Air France · Air Guyane · Air Horizons · Airlinair · Air Littoral (opgeheven) · Air Méditerranée · Air Orient (opgeheven) · AlsaceExcel · Axis Airways · Blue Line · Brit Air · CCM Airlines · Champagne Airlines · CityJet · Corsairfly · Eagle Aviation France · Eurojet Airlines · Europe Airpost · Finist'air · Flywest · Hex'Air · L'vion · Ocean Airways · Octavia Airlines · Régional · XL Airways France · Sud Airlines

Afhankelijke gebieden: Air Bourbon (opgeheven) · Air Calédonie · Aircalin · Air Moorea · Air Saint-Pierre · Air Tahiti · Air Tahiti Nui · St Barth Commuter · Wan Air